# Lanškroun
Lanškroun (německy Landskron) je město ležící v podhůří Orlických hor, na východě Čech nedaleko historické zemské hranice s Moravou, v okrese Ústí nad Orlicí v Pardubickém kraji. Žije v něm přibližně 9 800 obyvatel. Je zasazen v širokém údolí Moravské Sázavy, rámovaném lesnatou vrchovinou. U města se nachází soustava rybníků, sloužících dnes k rekreaci a sportovnímu vyžití.
Město má pravidelné středověké založení s hlavním čtvercovým náměstím, uprostřed kterého stojí renesanční radnice z let 1581–1582. K dalším významným památkám patří dřevěný hostinec Krčma, děkanský kostel sv. Václava, barokní kostel sv. Anny, empírový kostel sv. Maří Magdaleny, mariánský sloup z roku 1684, barokní plastiky sv. Jana Nepomuckého a sv. Jana Sarkandra, dům Piano a mnohé další. V nově zrekonstruované části místního zámku se nachází městské muzeum se stálou expozicí o historii města. V 19. a začátkem 20. století byl Lanškroun významným centrem německy mluvícího regionu Hřebečsko. Historický střed města je městskou památkovou zónou (od 1. listopadu 1990).
Dnešní Lanškroun je městem s rozvinutou podnikatelskou činností (zejména v oblasti elektroniky, strojírenství, papírenského průmyslu) i městem středních škol, živé kultury a moderních sportovišť.[zdroj?] Je správním centrem regionu Lanškrounsko pro 22 obcí s téměř 23 000 obyvateli: Albrechtice, Anenská Studánka, Cotkytle, Čenkovice, Damníkov, Dolní Čermná, Horní Čermná, Horní Heřmanice, Horní Třešňovec, Krasíkov, Lubník, Luková, Ostrov, Petrovice, Rudoltice, Sázava, Strážná, Tatenice, Trpík, Výprachtice, Žichlínek.
Lanškroun leží na silnici I/43 (Brno – Svitavy – Polsko). Končí zde krátká železniční trať z Rudoltic; většina osobních vlaků je vedena do České Třebové, kde je návaznost na dálkovou dopravu.

## Historie

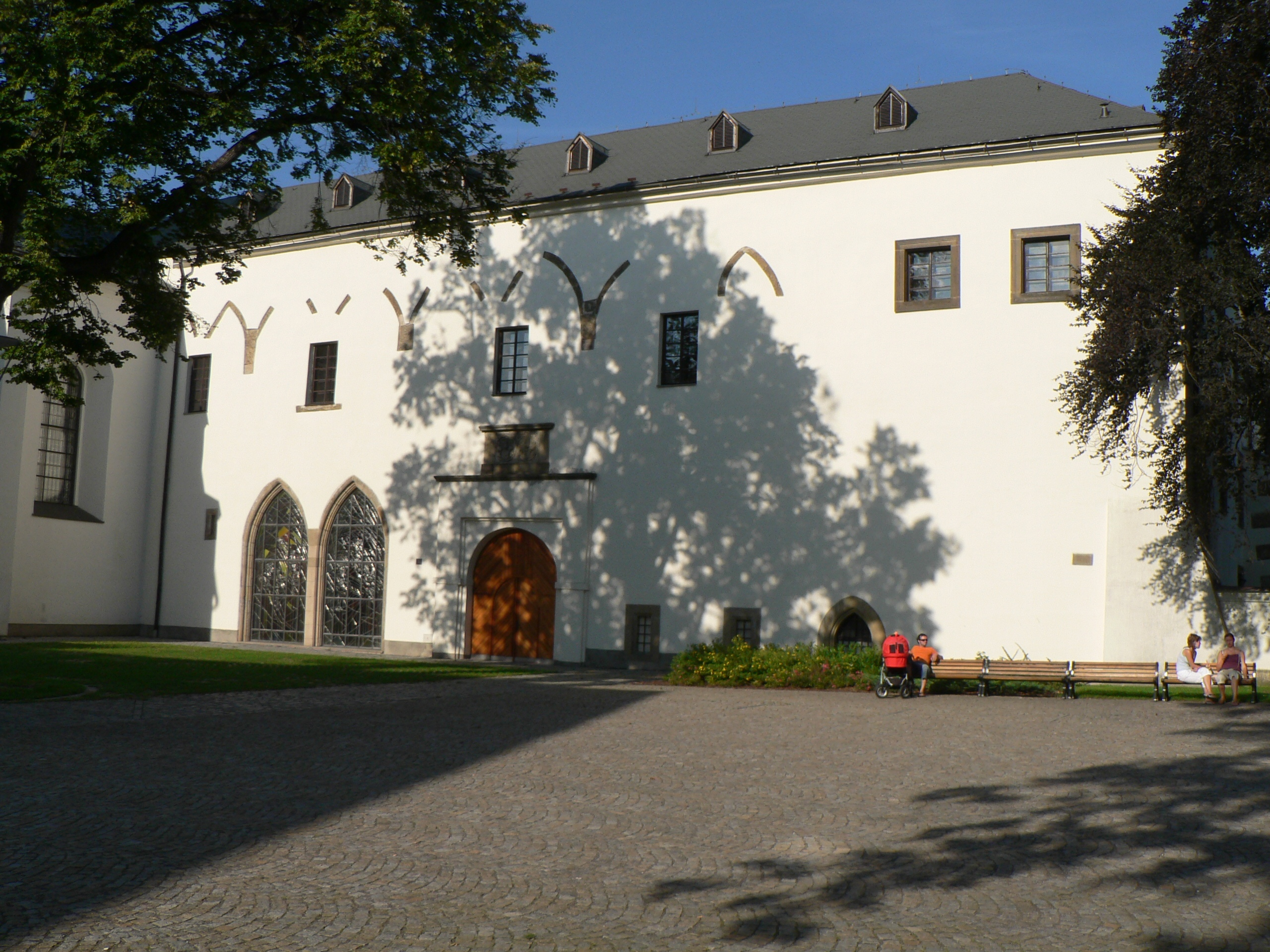
Zámek v Lanškrouně, původně gotický klášter

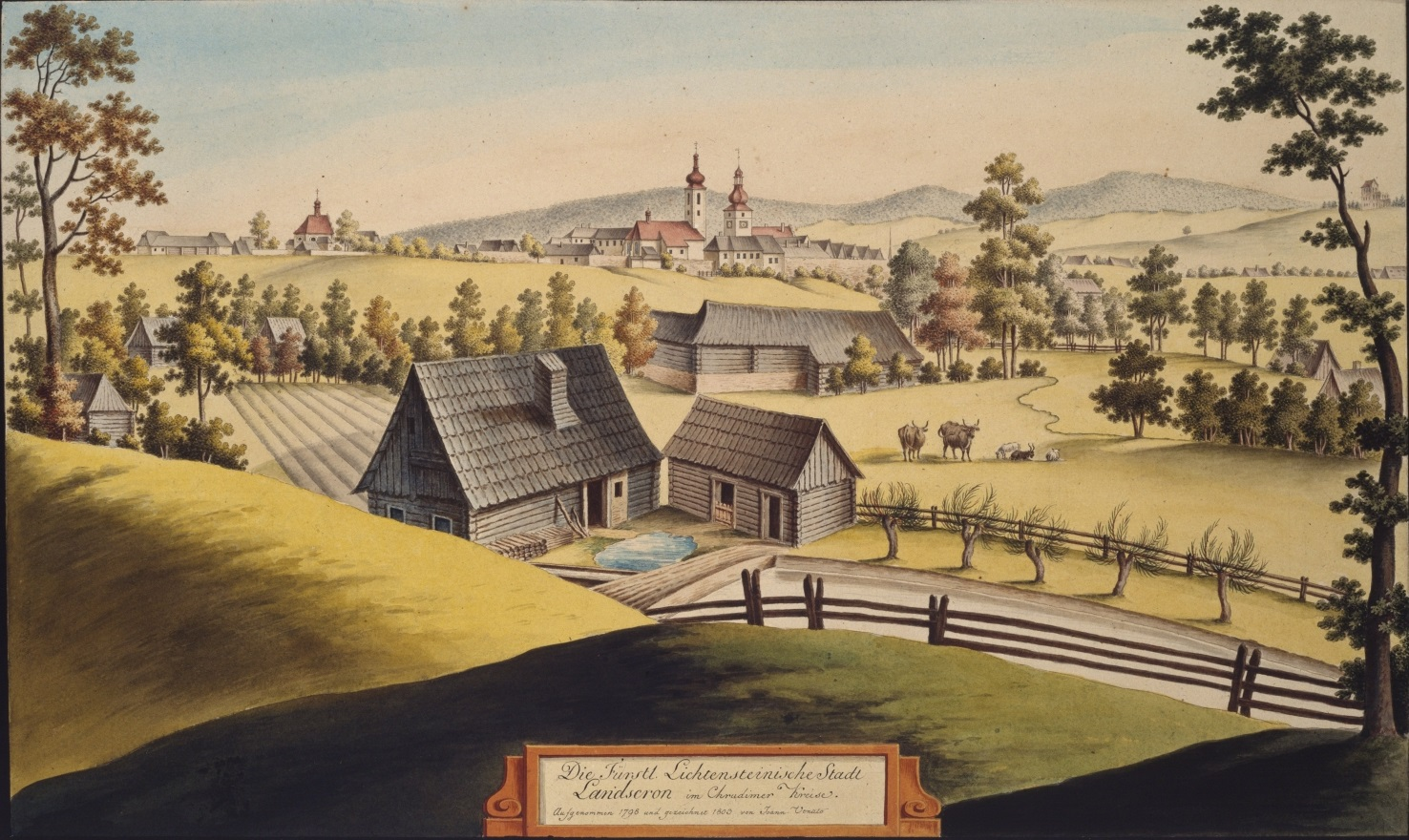
Lanškroun z roku 1803, Jan Antonín Venuto

Město bylo založeno ve 2. polovině 13. století v souvislosti s královskou kolonizační činností jako hlavní ekonomické centrum rozsáhlého lanškrounsko-lanšperského panství. První dochovaná písemná zmínka o Lanškrounu pochází z roku 1285, kdy jej od českého krále Václava II. převzal Záviš z Falkenštejna. Od roku 1304 byl Lanškroun součástí majetku Zbraslavského kláštera, později litomyšlského biskupství (1358). 8. srpna 1371 založil Petr Jelito, litomyšlský biskup a rodák z Dolního Třešňovce u Lanškrouna, ve městě u Dolní brány klášter augustiniánů kanovníků pro 12 řeholníků, kteří přišli z mateřského konventu v Roudnici. Odtud se řeholníci brzy přestěhovali k farnímu kostelu Zvěstování Panny Marie. Klášter byl v období renezance přestavěn na zámek v renesančním slohu. Po husitských válkách v 15. století získali Lanškroun Kostkové z Postupic. Od roku 1507 městu vládli Pernštejnové s výjimkou třinácti let, kdy město spravovali páni z Boskovic. Za vlády pánů z Postupic a poté Pernštejnů získal Lanškroun řadu významných privilegií. Dalšími vlastníky města a panství byli Hrzánové z Harasova a po bitvě na Bílé Hoře (1620) připadl Lanškroun Lichtenštejnům (od roku 1622).
V době třicetileté války bylo město poničeno švédskými i císařskými vojsky. Po ní do Lanškrouna přicházeli němečtí osadníci, kteří prosadili německou správu. Od roku 1683 je městská kniha psána německy. V polovině 17. století vrcholí vědecká činnost nejvýznamnějšího lanškrounského rodáka, fyzika, matematika, astronoma, lékaře a filozofa, rektora Karlovy univerzity a zakladatele spektroskopie Jana Marka Marciho (1595–1667), po němž je pojmenováno nejen hlavní náměstí Lanškrouna, ale i kráter na odvrácené straně Měsíce. Koncem 18. století bylo město vyhlášeno městem municipálním. V polovině 19. století se stal Lanškroun sídlem okresního hejtmanství a okresního soudu a až do roku 1960 zůstal okresním městem.

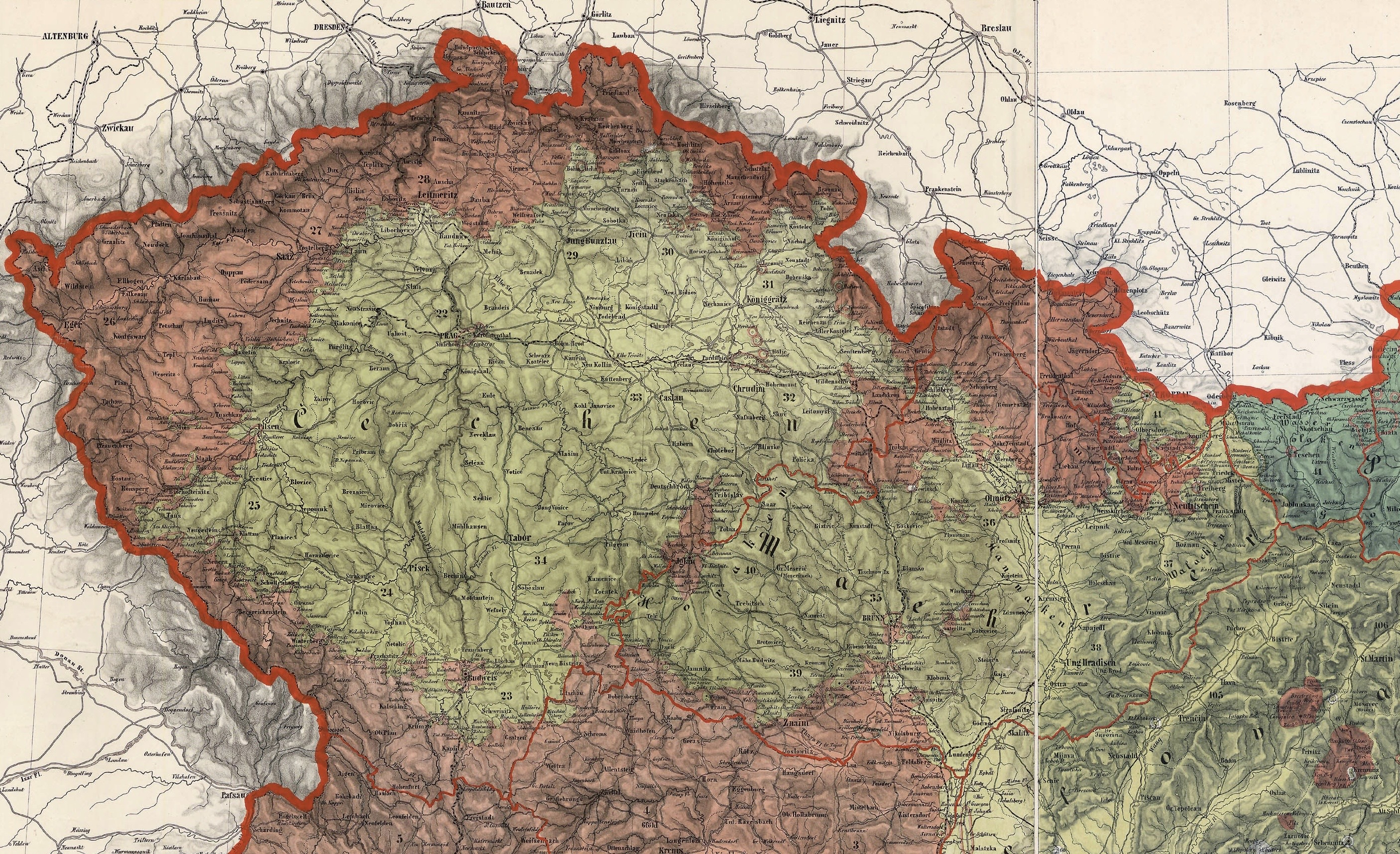
Lanšroun se po staletí nacházel v německojazyčném ostrově, tzv. Hřebečsku. Etnografická mapa ukazuje červeně německy mluvící a zeleně česky mluvící obyvatelstvo Českého království (1911).

Během druhé světové války, v roce 1944, přesunula firma Siemens výrobu elektrolytických kondenzátorů z bombardovaného Berlína do Lanškrouna a tím položila základy elektrotechnického průmyslu ve městě. Po válce byla většina lanškrounských Němců odsunuta. Do odsunu činil podíl sudetských Němců v okrese Lanškroun více než 60 %. V roce 1946 byla továrna Siemens přeměněna na Teslu Lanškorun. Po Sametove revoluci v roce 1989 založili bývalí zaměstnanci Tesly několik firem v regionu, například v roce 1997 firmu Sanela (název je odvozeny od „sanitární elektrotechnika“). V roce 1993 v  Lanškrouně založila svou pobočku firma Schott, která zaměstnává ve městě asi 500 ze svých 1500 zaměstnanců.

## Starostové (výběr)
- Josef Ohnsorg (1789–1822)
- Franz Riess (1823–1845)
- Eduard Erxleben (1845–1850)
- Eligius Deml (1850–1861)
- Josef Niederle (1861–1891)
- Berthold A. Schmeiser (1891–1908)
- Franz Neugebauer (1908–1919)
- Leo Winter (1919–1932)
- Rudolf Zoffl (1932–1938)
- Jan Špičák (1990–1994)
- Jan Kolomý (1994–1998)
- Jaroslav Karlík (1998–2000)
- Ladislav Maixner (2000–2002)
- Martin Košťál (2002–2010)
- Stanislava Švarcová (2010–2014)
- Radim Vetchý (2014–současnost)[10]

## Pamětihodnosti
- Lanškrounský zámek
- Renesanční radnice
- Děkanství
- Kostel svaté Anny
- Kostel svaté Maří Magdaleny
- Kostel svatého Václava
- hospoda Krčma
- budova gymnázia
- měšťanské domy (čp. 78, čp. 142, čp. 202 Piano)
- kašna s delfíny
- silniční most se sochami
- sochy – Ecce Homo, Nejsvětější Trojice, Panny Marie (4), sv. Donáta
- Chromcova lípa, památný strom v ulici Na Výsluní (49°54′18″ s. š., 16°37′1″ v. d.)
- Lípa u evangelického kostela, památný strom na křižovatce ulic Českých bratří a Dvorská (49°54′52″ s. š., 16°37′4″ v. d.)

## Části města
- Lanškroun-Vnitřní Město
- Ostrovské Předměstí
- Žichlínské Předměstí
- Dolní Třešňovec

Od 1. ledna 1976 do 23. listopadu 1990 příslušela také Albrechtice jako místní část.

## Demografický vývoj
| Rok  | Obyv. | ±%     | Rok  | Obyv. | ±%     | Rok  | Obyv.  | ±%     |
| ---- | ----- | ------ | ---- | ----- | ------ | ---- | ------ | ------ |
| 1869 | 5,590 | —      | 1921 | 7,241 | −5.0%  | 1980 | 9,593  | +10.2% |
| 1880 | 5,893 | +5.4%  | 1930 | 7,164 | −1.1%  | 1991 | 9,873  | +2.9%  |
| 1890 | 6,511 | +10.5% | 1950 | 6,021 | −16.0% | 2001 | 9,990  | +1.2%  |
| 1900 | 6,820 | +4.7%  | 1961 | 7,661 | +27.2% | 2011 | 10,159 | +1.7%  |
| 1910 | 7,624 | +11.8% | 1970 | 8,702 | +13.6% | 2021 | 9,470  | −6.8%  |

Zdroj: Sčítání lidu

## Významné osobnosti a rodáci
- Petr Jelito (1320–1387), biskup v Churu, Litomyšli, Olomouci, arcibiskup v Magdeburgu, kancléř Karla IV
- Michael Weisse (asi 1488–1534), bratrský kazatel, autor zpěvníku Českých bratří, mnich ve Vratislavi, před rokem 1520 přešel k Českým bratřím
- Jan Marcus Marci (1595–1667), lékař, filozof a přírodovědec
- Josef Langer (1650–1711), piarista, matematik a astronom
- Jan Kašpar Artzt (1688–1765), právník a zemský prokurátor v Praze
- Jan Václav Bärnkopp (1723–1794), válečník dělostřelec, dosáhl vojenské hodnosti generálního polního maršála, nositel nejvyššího vojenského vyznamenání – řádu Marie Terezie
- Christian Polykarp Erxleben (1765–1831), chemik, lékárník, botanik a podnikatel
- Vincenc Pernikář (1781–1849), regionální historik, kronikář města Lanškrouna a první lanškrounský poštmistr
- Josef Niederle (1821–1894), starosta města; založil městskou spořitelnu, zasloužil se o stavbu tabákové továrny, železniční přípojky Lanškroun– Rudoltice a zřízení gymnázia
- Friedrich Gustav Piffl (1864–1932), arcibiskup diecéze ve Vídni
- Otto Piffl (1866–1926), lékař ORL
- Josef Benoni (1870–1957), dramatik, spisovatel, novinář
- Emil Lehmann (1880–1964), profesor místního gymnázia a etnograf
- Karel Langer (1894–1958), hudebník, operní zpěvák, herec, dirigent a režisér
- Jindřich Štýrský (1899–1942), malíř, prozaik, básník, redaktor, fotograf a teoretik, představitel meziválečné avantgardy, představitel surrealismu
- Jindřich Praveček (1909–2000), dirigent, skladatel, pedagog
- Ing. Bohumil Modrý (1916–1963), brankář hokejové reprezentace, stavební inženýr
- Herwig Schopper (* 1924), fyzik
- Jan Smejkal (* 1946), šachový velmistr
- Zbigniew Czendlik (* 1964), farář, moderátor
- Roman Šebrle (* 1974), olympijský vítěz, světový a evropský šampión, držitel světového rekordu v desetiboji

### Čestná občanství
- Adolf Hitler (1889–1945)[14]
- Klement Gottwald (1896–1953)
- Konrad Henlein (1898–1945)

## Partnerská města
- Castiglione in Teverina, Itálie
- Dzierżoniów, Polsko
- Hajdúszoboszló, Maďarsko
- Kežmarok, Slovensko
- Serock, Polsko

## Esperanto v Lanškrouně
Esperantisté v Lanškrouně působili již velmi brzo. V adresáři esperantistů vydávaném tvůrcem jazyka Zamenhofem bylo roku 1905 zaznamenáno jméno poštovního úředníka z Lanškrouna Ignaze Schicho pod pořadovým číslem 12820.
Roku 1925 vyšla ve Zprávách německých esperantistů v Československu informace o sérii fotografií na téma „Esperanto v praxi“, které si mohli zájemci objednat u Rudolfa Fuchse, policisty v Lanškrouně.
Koncem roku 1928 bylo v Lanškrouně 12 členů (esperantistů) Svazu německých esperantistů v Československé republice (Bund deutscher Esperantisten in der čechoslovakischen Republik).

## Galerie

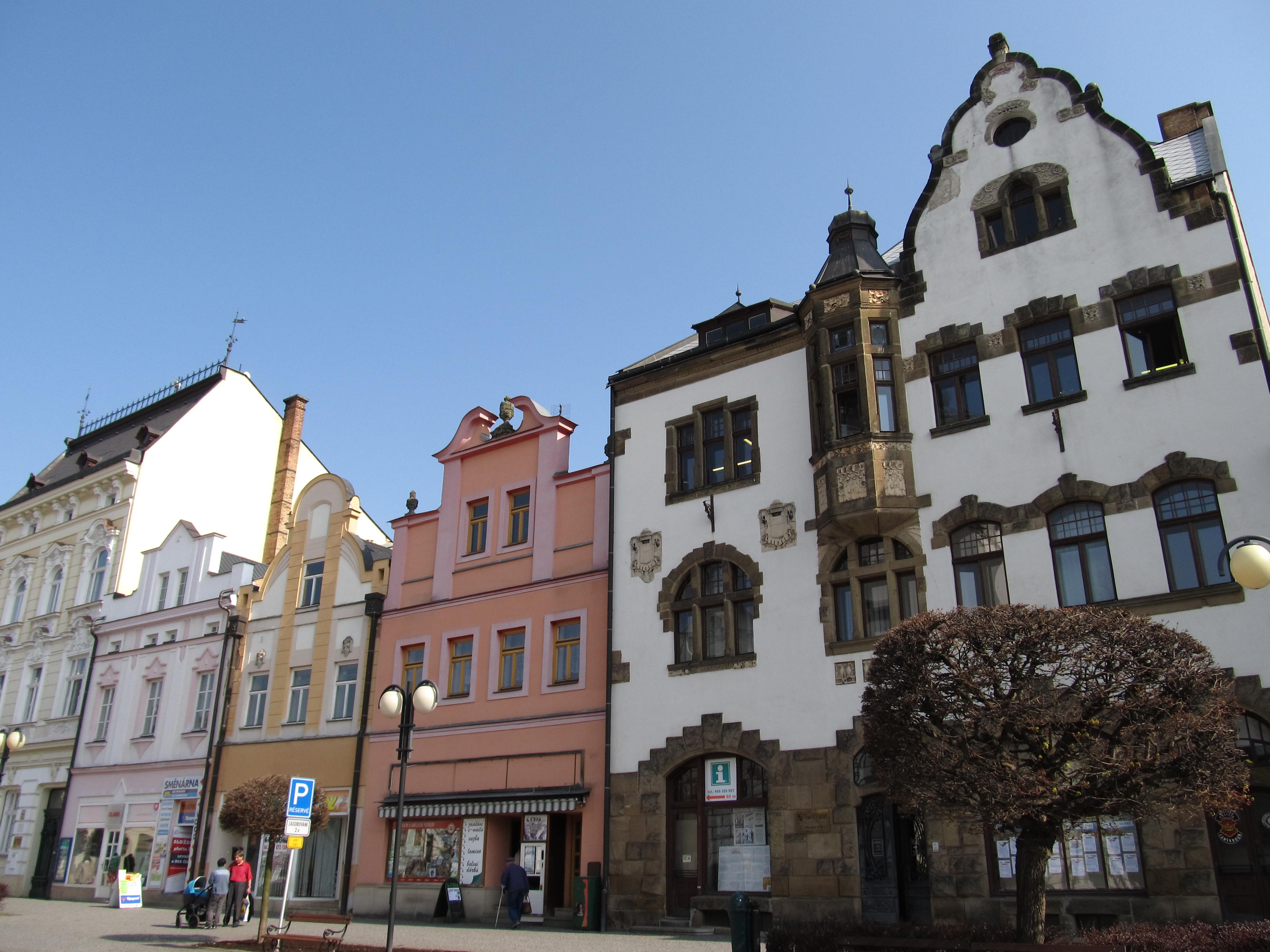
Severní strana Náměstí J. M. Marků s budovou bývalého okresního zastupitelstva (dnes sídlo městské policie)
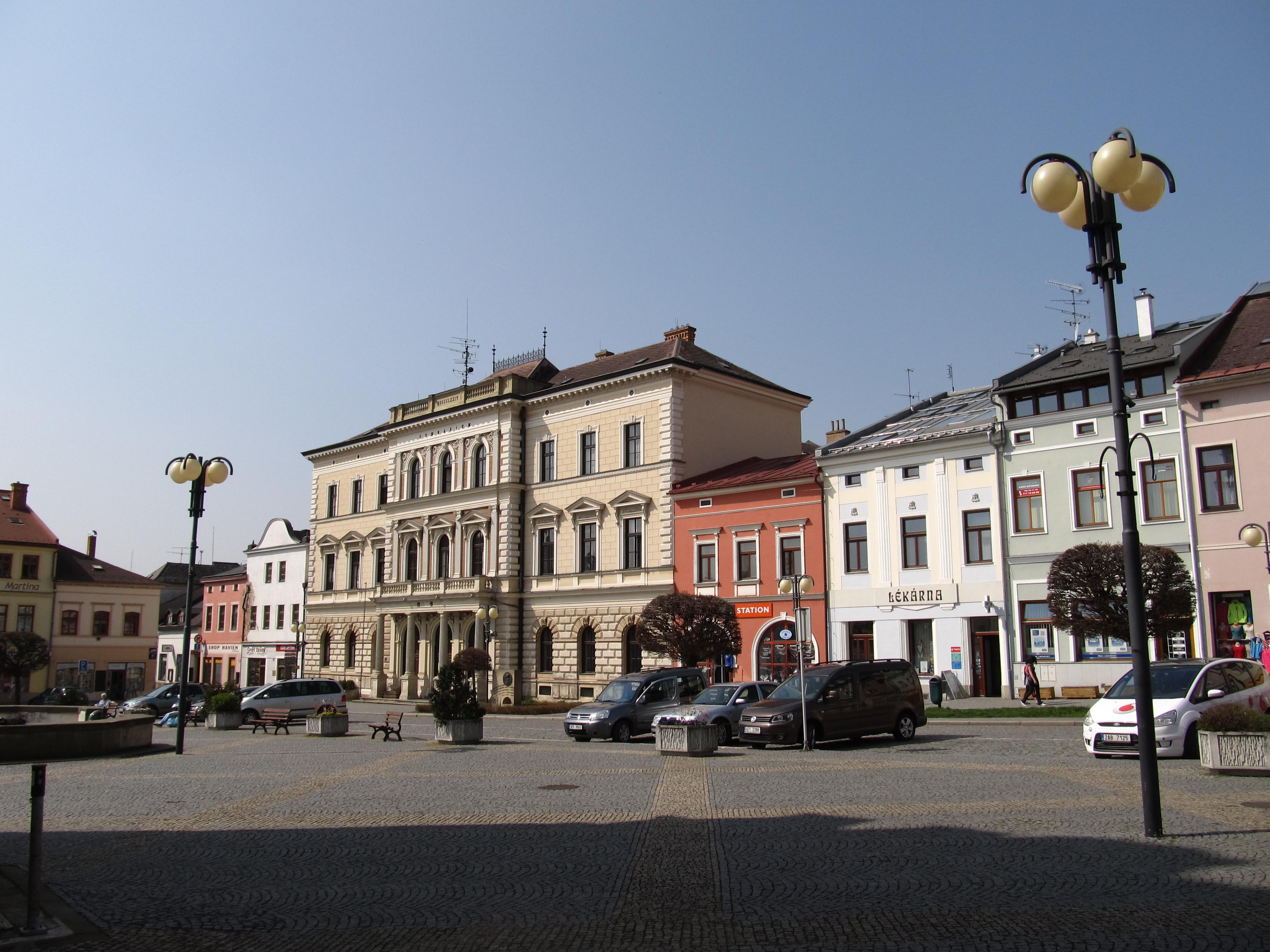
Náměstí J. M. Marků s gymnáziem
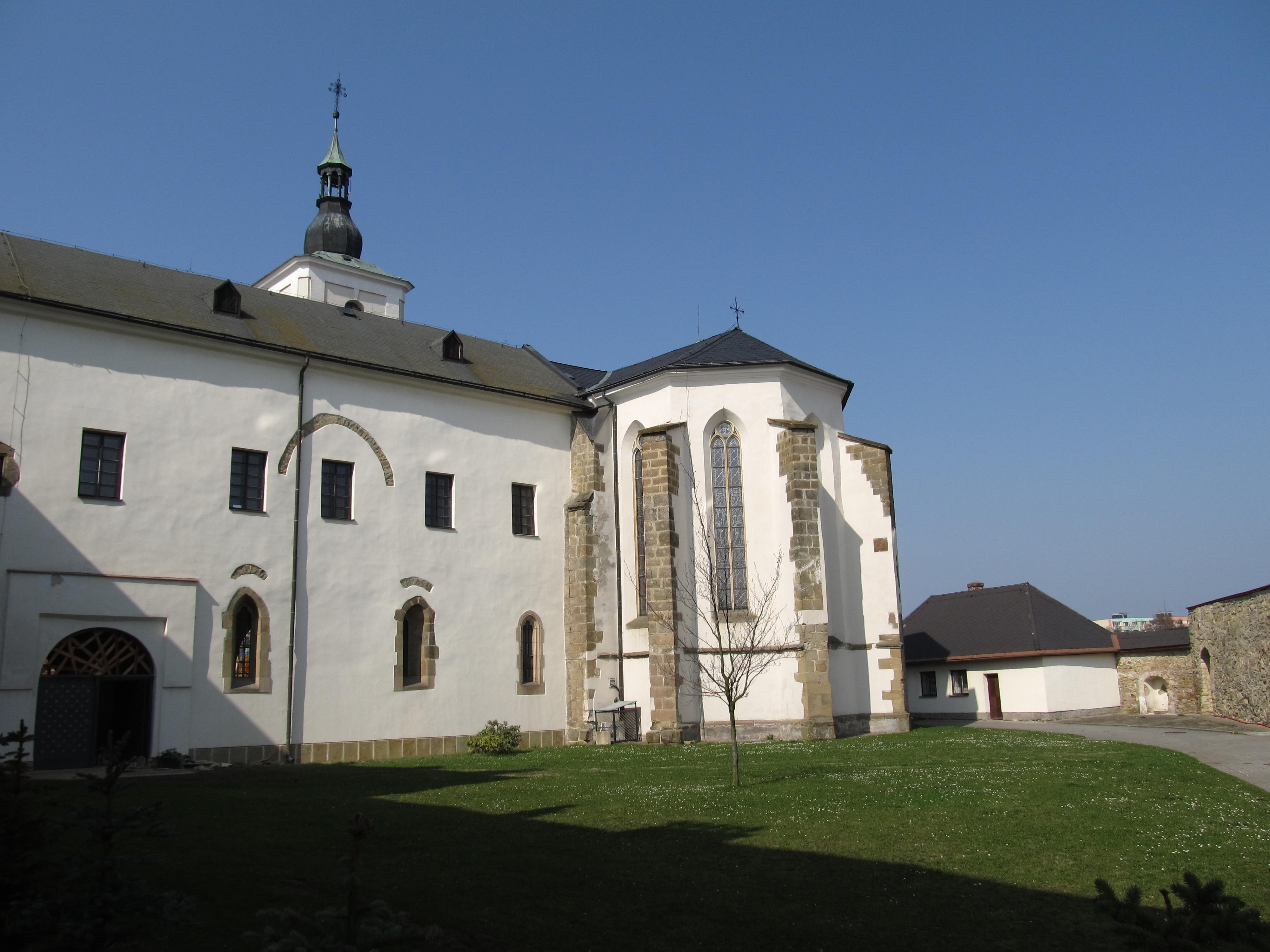
Zámek s kostelem sv. Václava
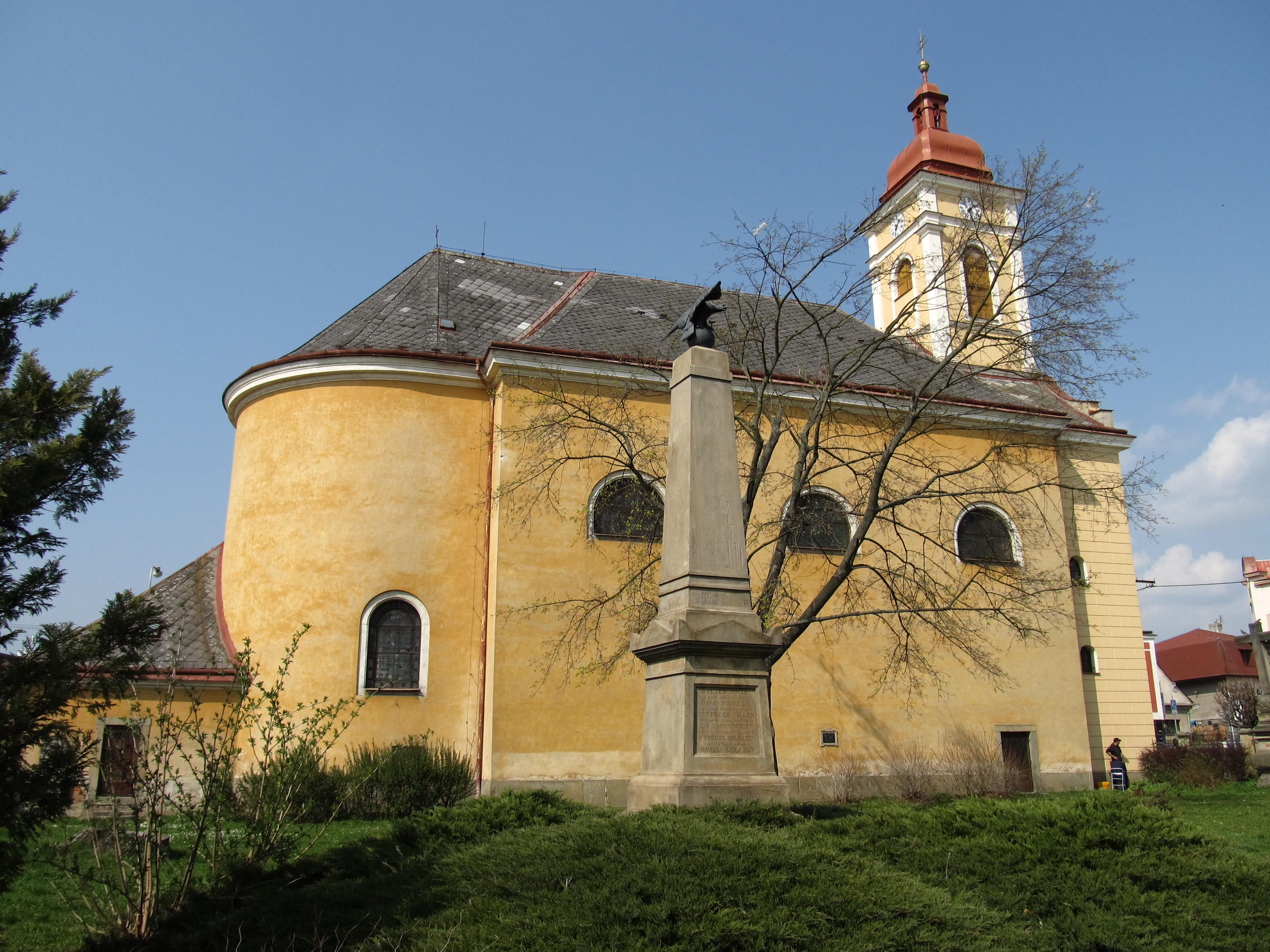
Kostel sv. Marie Magdaleny s památníkem prusko-rakouské války z roku 1866
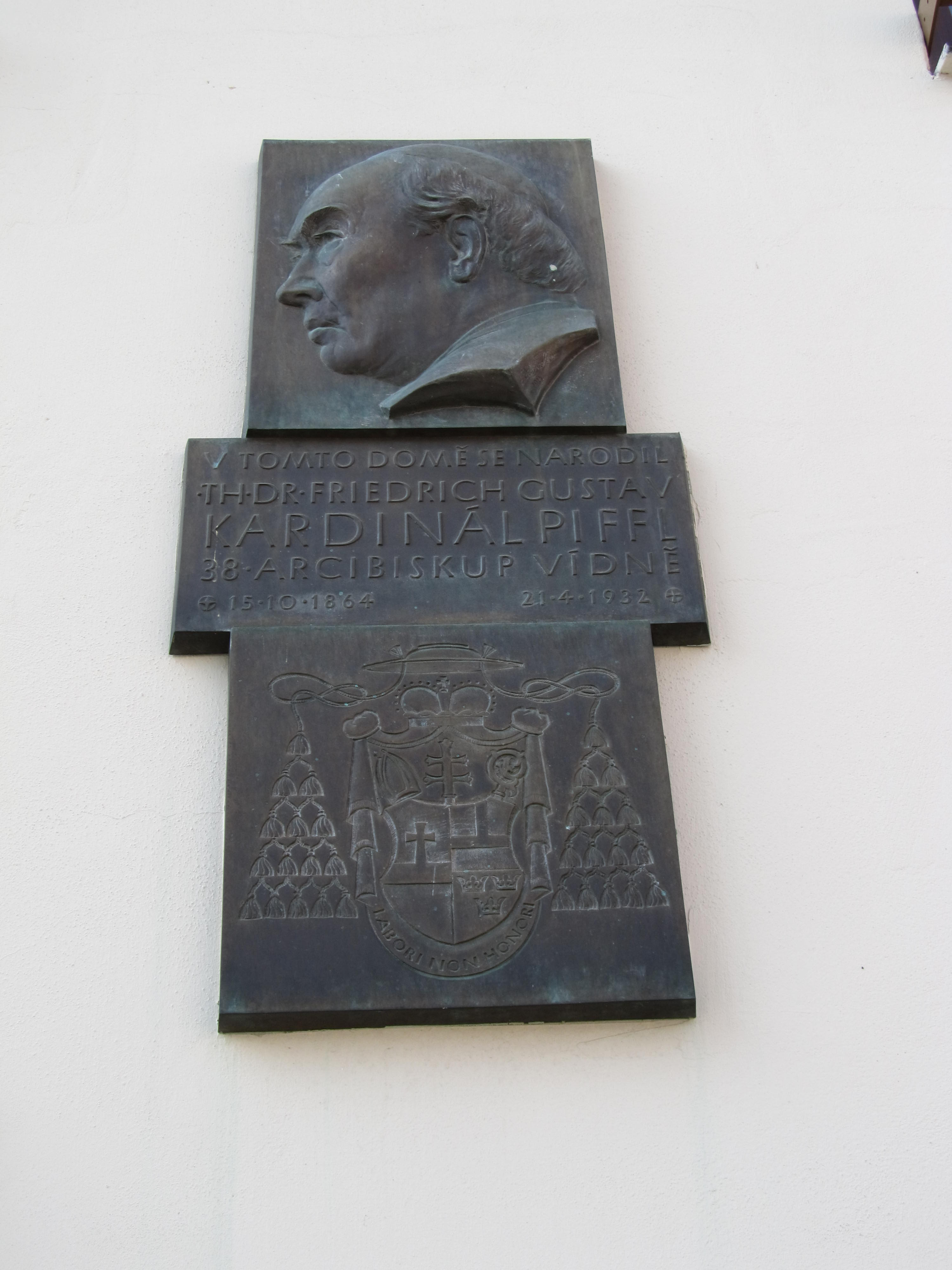
Pamětní deska vídeňského arcibiskupa a kardinála F. G. Piffla na jeho rodném domě na Náměstí Aloise Jiráska
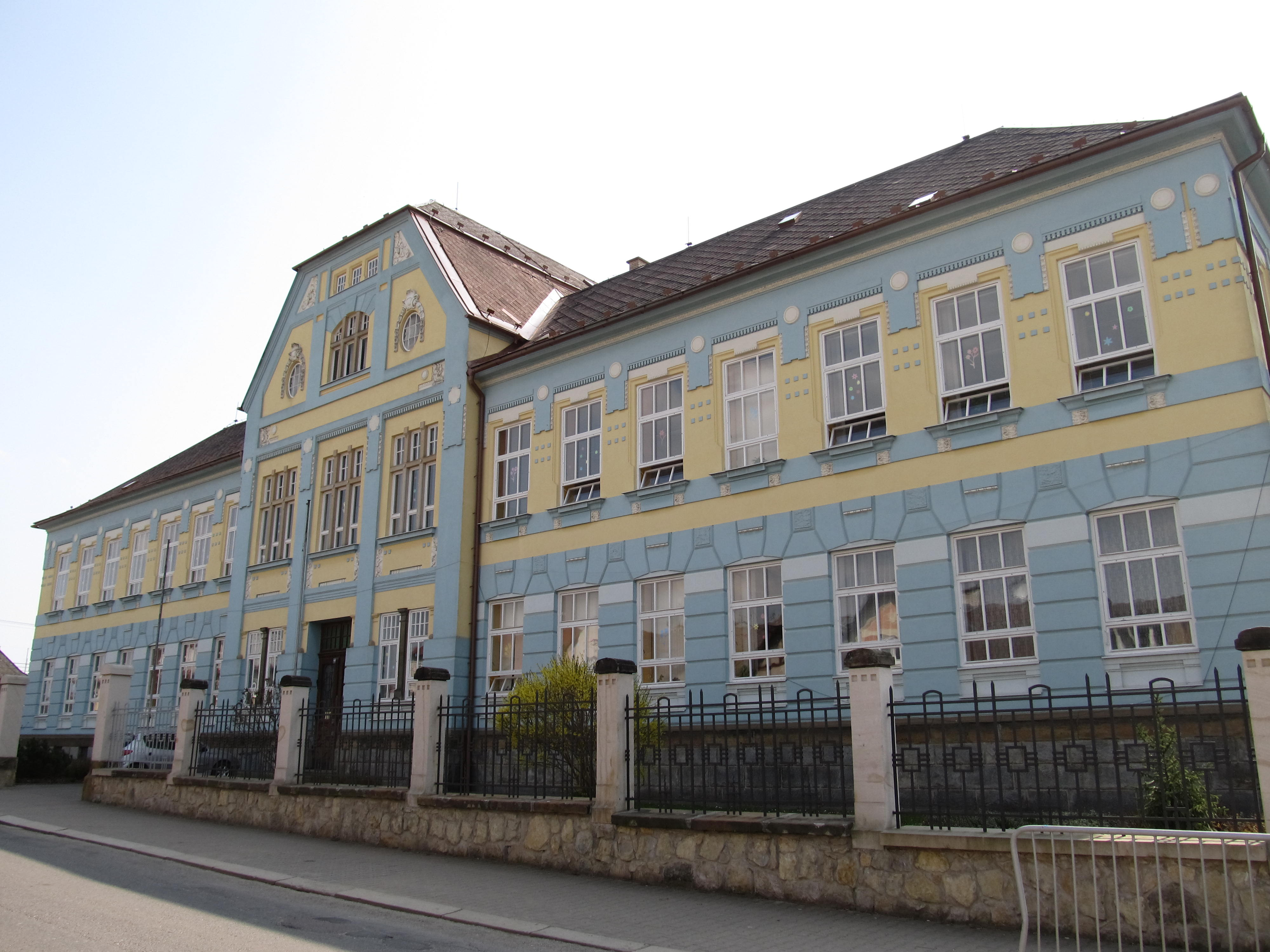
Základní škola v ulici Bedřicha Smetany (postavena jako tkalcovská škola 1908–1910)
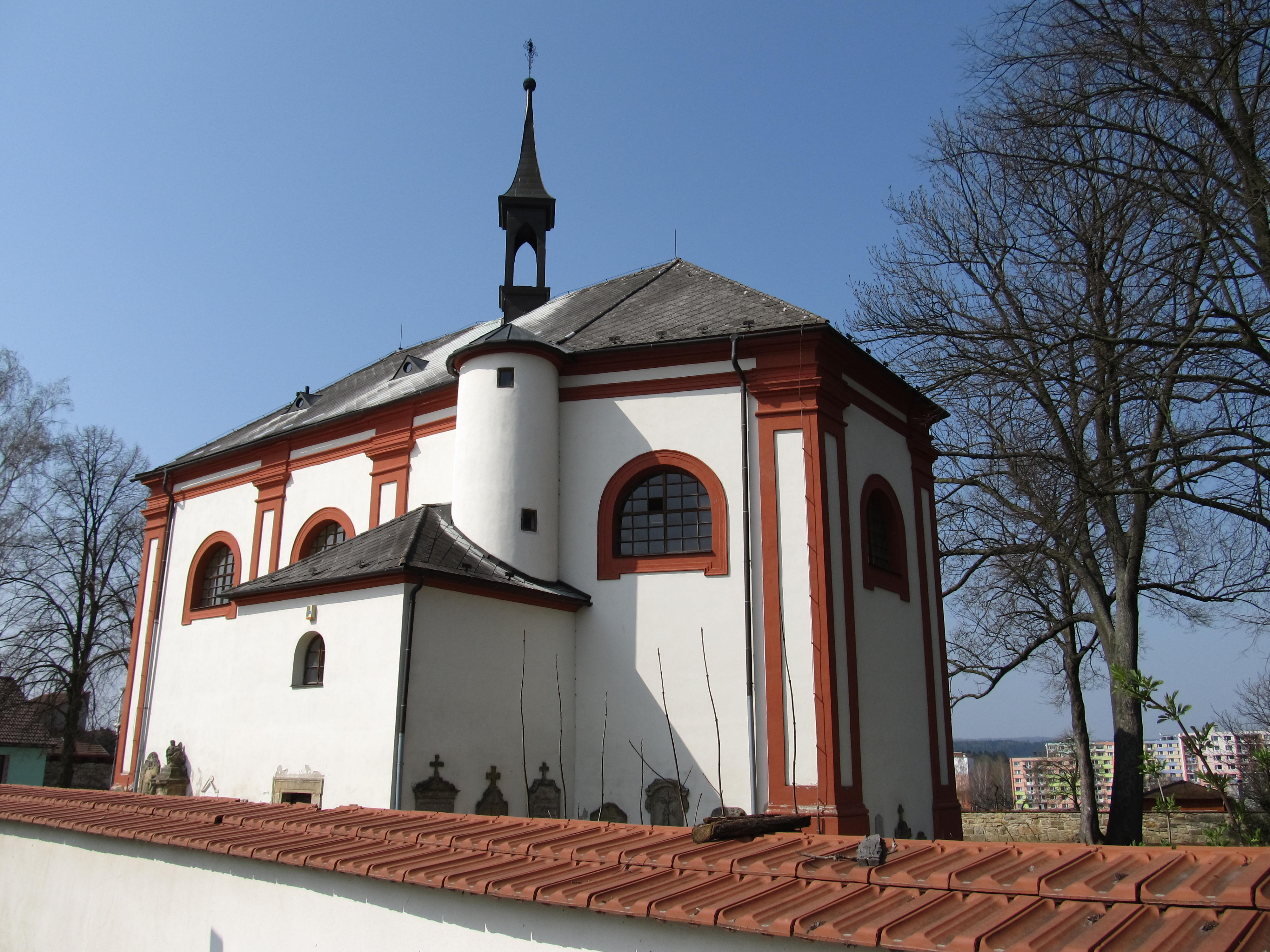
Kostel sv. Anny
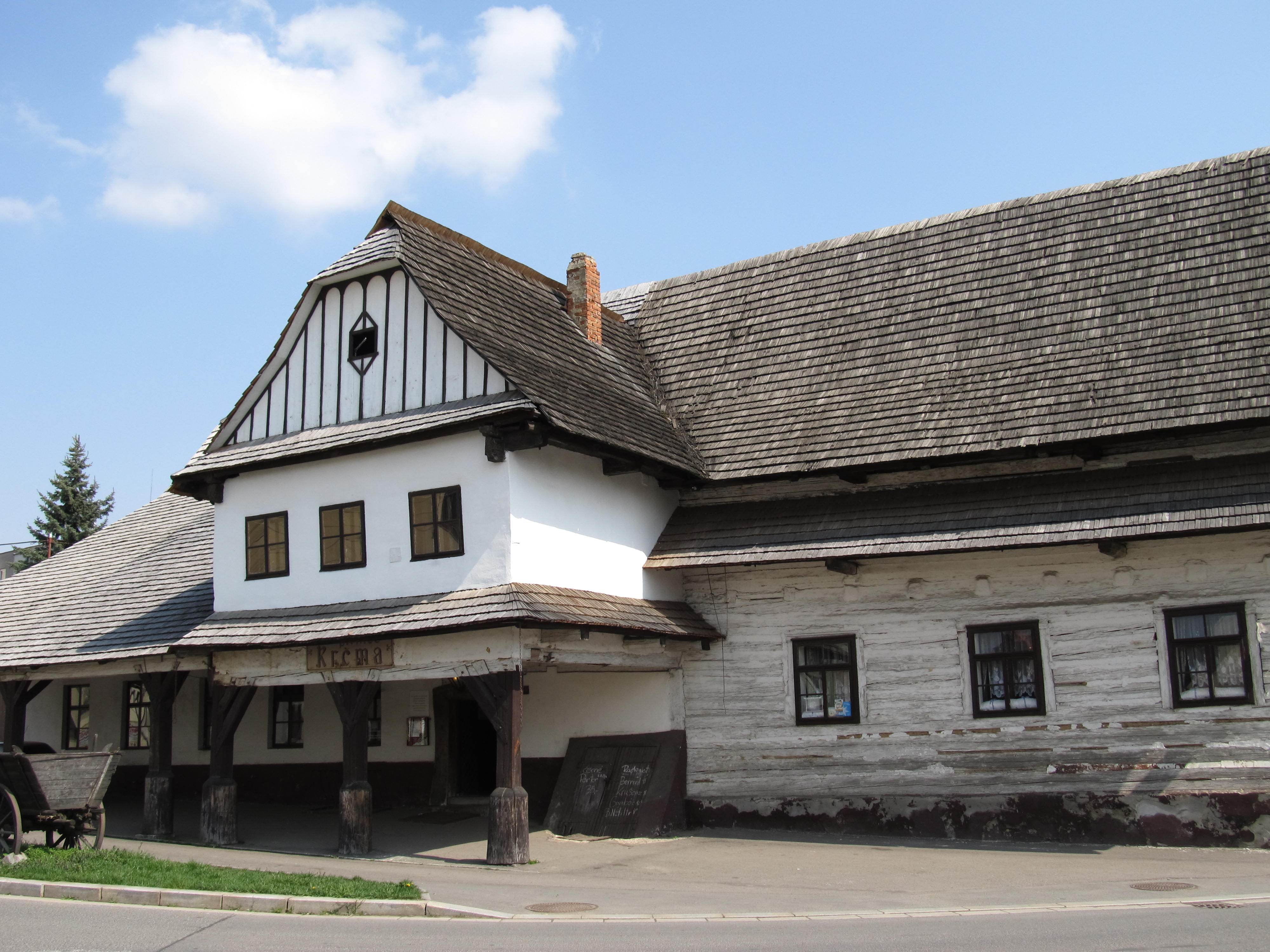
Zájezdní hostinec z přelomu 17.–18. století na Malém náměstí
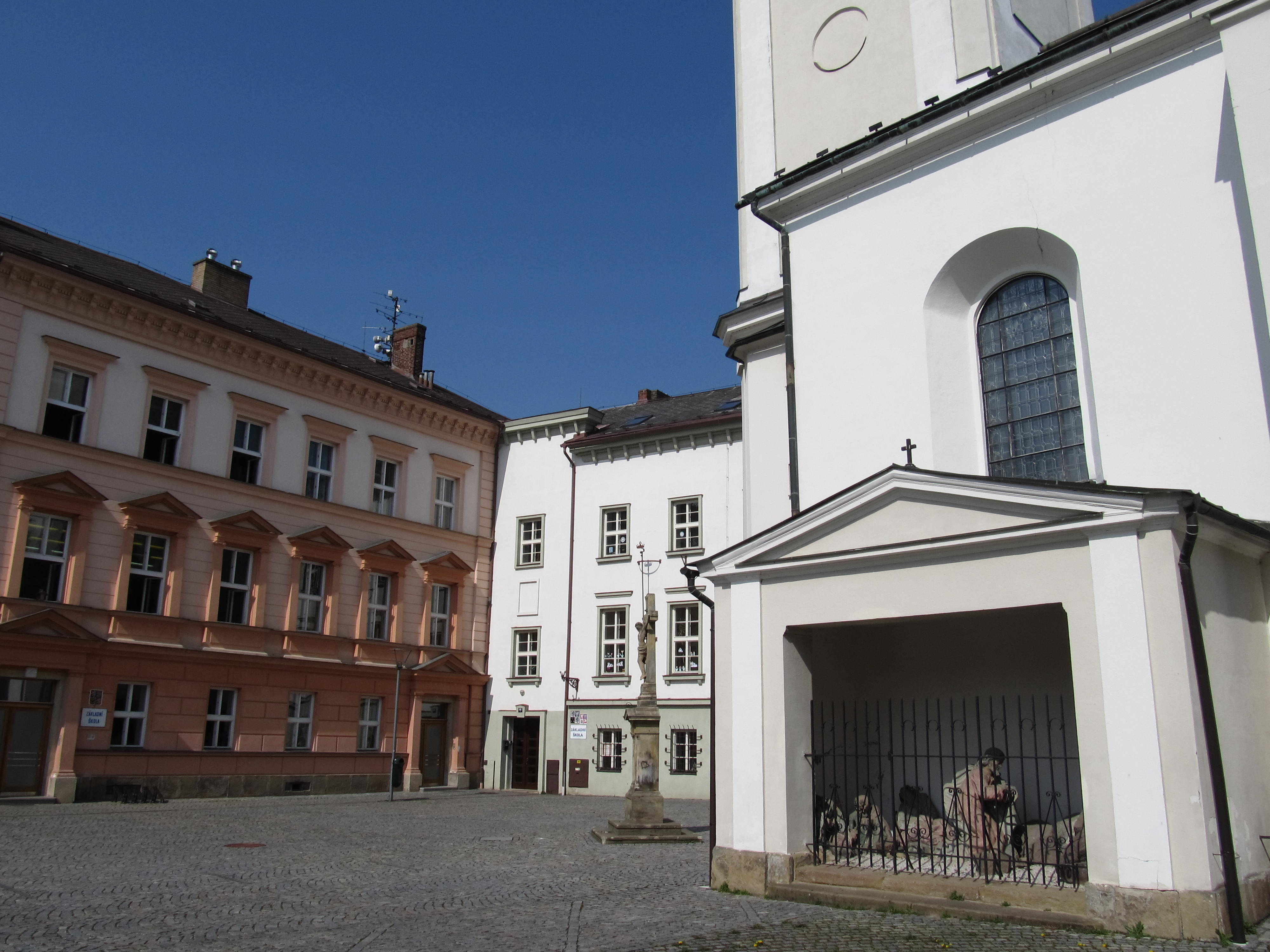
Nádvoří zámku s kostelem sv. Václava a základní školou na Náměstí Aloise Jiráska
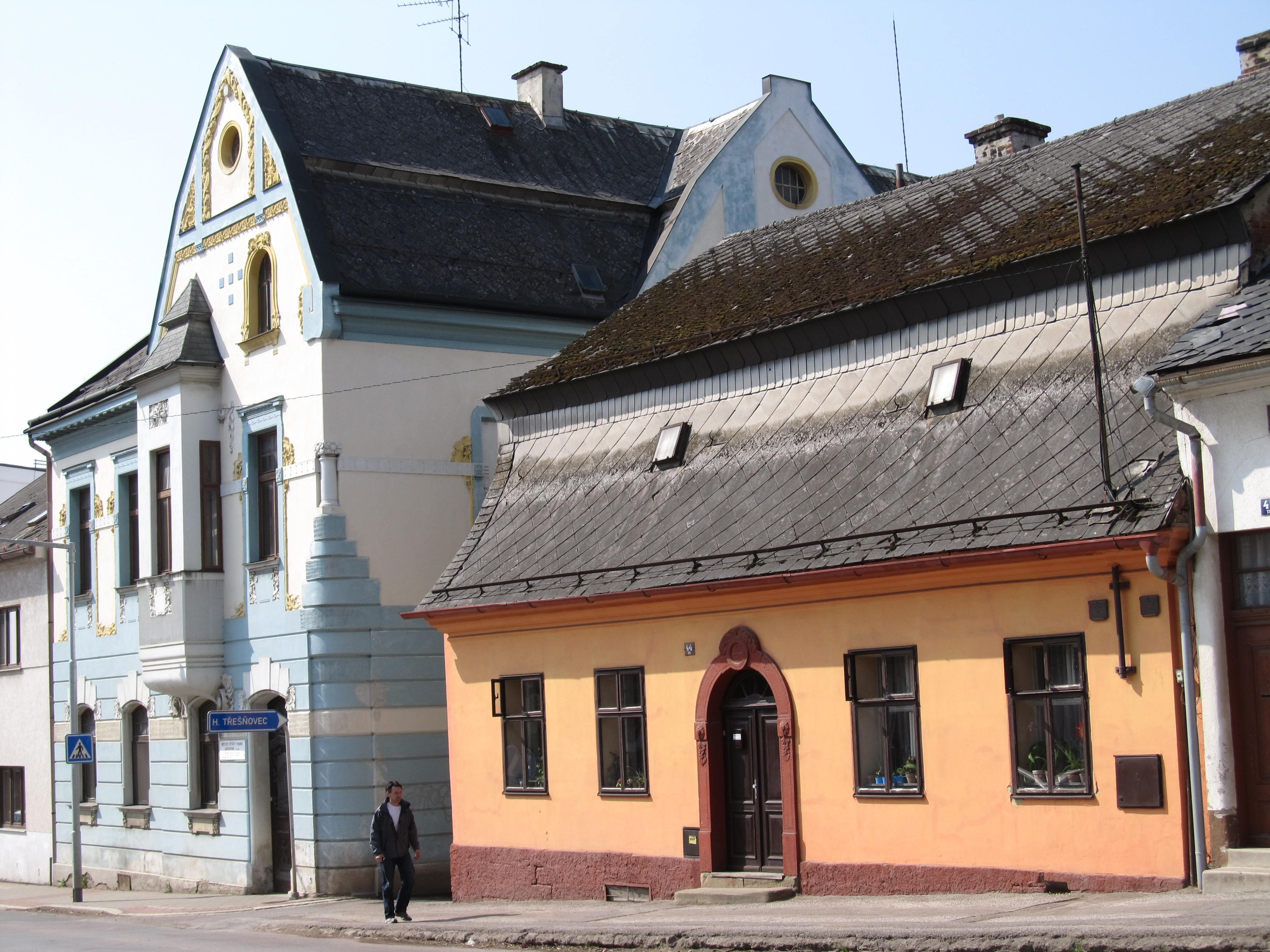
Secese a baroko v Dobrovského ulici
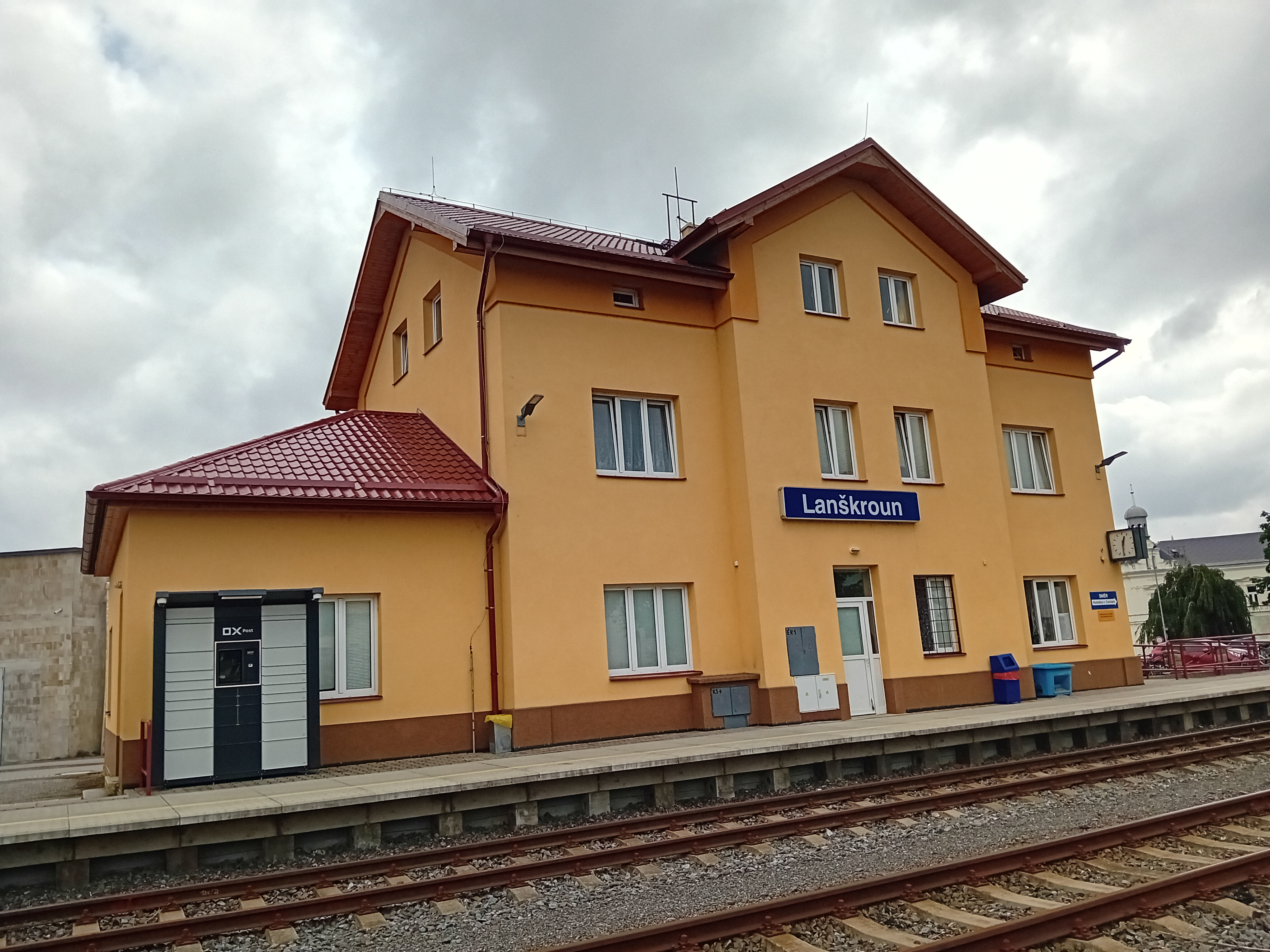
Nádraží